# Neivamyrmex graciellae
Neivamyrmex graciellae (лат.) — вид кочевых муравьёв рода Neivamyrmex из подсемейства Ecitoninae (Formicidae). Известны только рабочие и самки. Назван в честь сеньориты Graciella Mercedes Maderiaga.

## Распространение
Новый Свет: Северная Америка (США, Мексика).

## Описание
Длина рабочих от 2,75 до 4 мм, матка около 2 см. Описаны в 1926 году американским мирмекологом Уильямом Манном (Mann, William M.; 1886—1960) под первоначальным названием Eciton graciellae и только по рабочей касте. Матка была описана только в 1986 году. Отличаются слабовыпуклым мезонотумом и задней поверхностью проподеума, которая отчётливо короче, чем дорсальная поверхность. Основная окраска одноцветная красноватая. Усики рабочих 12-члениковые. Нижнечелюстные щупики 2-члениковые, нижнегубные щупики состоят из 2—3 сегментов. Мандибулы треугольные. Глаза отсутствуют или редуцированы до нескольких фасеток. Оцеллии и усиковые бороздки отсутствуют.  Коготки лапок простые без дополнительных зубцов на вогнутой поверхности. Проподеум округлый, без зубцов. Дыхальца заднегруди расположены в верхнебоковой её части или около средней линии проподеума. Голени средних и задних ног с одной гребенчатой шпорой. Стебелёк между грудкой и брюшком у рабочих состоит из двух члеников. Жало развито. Возможно самцы Neivamyrmex mandibularis принадлежат виду N. graciellae или виду Neivamyrmex  melanocephalus.
Ведут кочевой образ жизни. Постоянных гнёзд не имеют, кроме временных бивуаков.